# Маккай (аэропорт)
Аэропорт Маккай (англ. Mackay Airport), (ИАТА: MKY, ИКАО: YBMK) — региональный аэропорт, расположенный в городе Маккай, штат Квинсленд, Австралия.

## История
Аэропорт Маккай ведёт свою историю с 1927 года, когда австралийский авиатор Рон Эдейр (Ron Adair) выбрал и арендовал площадь земли в черте города под строительство небольшого аэродрома и в этом же году совершил первый для аэродрома полёт на собственном биплане Avro. В феврале 1930 года городской совет Маккай разрешил провести передачу участка земли из собственности общего городского пользования в оперативное управление аэродрома. 9 марта 1931 года аэродром получил лицензию аэропорта гражданской авиации и официально был открыт в данном статусе в этом же году.
В 1938 году Аэропорт Маккай провёл воздушное шоу из десяти самолётов, на котором присутствовало более восьми тысяч зрителей.
Аэропорт эксплуатировал взлётно-посадочные полосы на травяном покрытии вплоть до 1940 года, когда правительство Австралийского союза расширило границы аэропорта и модернизировало полосы под гравийное покрытие в целях их использования в ходе Второй мировой войны. По причине своего близкого расположения к юго-западной части Тихого океана Аэропорт Маккай служил в качестве важной оперативной военной базы союзников вплоть до 1945 года.
В 1941 году управление Аэропортом Маккай перешло от городского совета в ведение правительства Австралийского союза. В 1953 году было построено новое здание пассажирского терминала, основная взлётно-посадочная полоса аэропорта последовательно подвергалась реконструкции и расширению в 1948 и 1958 годах.
В 1984 году правительство страны предложило вернуть обратно функции оперативного управления аэропортом в ведение городского совета, однако получило официальный отказ. Затем правительство сделало аналогичное предложение компании «Mackay Port Authority», находящейся в собственности муниципального образования, однако вскоре предложение было отозвано в пользу федеральной корпорации аэропортов Австралии. Данный шаг вызвал острую негативную реакцию органов муниципального управления, которые в конечном итоге добились передачи Аэропорта Маккай в ведение местной «Mackay Port Authority».

## Настоящее время
Аэропорт Маккай обслуживает рейсы всех четырёх крупнейших авиакомпаний Австралии: QantasLink и Jetstar — дочерних перевозчиков Qantas, Virgin Blue и Tiger Airways.
Несмотря на банкротство в 2001 году двух крупных авиакомпаний Ansett Australia и Flight West, отчёты по объёмам пассажирских перевозок Аэропорта Маккай за последние годы показывают устойчивый рост в связи с увеличением числа рейсов авиакомпаний QantasLink и Virgin Blue. В 2008 году аэропорт обслужил немногим более 730 тысяч пассажиров и вошёл в число пятнадцати крупнейших аэропортов Австралии по показателю объёма пассажирских перевозок.